# Syslinux
SYSLINUX Project — набор загрузчиков ядра Linux (автор Петер Анвин), состоит из нескольких отдельных загрузчиков, самым известным из которых является isolinux. В их число входит и загрузчик syslinux, давший название всему проекту.

## Список загрузчиков в SYSLINUX Project
- syslinux для загрузки с FAT, FAT32, NTFS
- isolinux для загрузки с iso9660
- pxelinux для загрузки по PXE
- extlinux для загрузки с ext2/ext3/ext4 или btrfs

Существует ряд утилит, имеющих одинаковый с ядром Linux формат загрузки и пригодных для запуска из-под syslinux. Одной из них является утилита Memtest86.